# Szinerézis (tömörödés)
A gél állás közben spontán tömörödhet: a diszperz fázis strukturálódott részecskéi folyamatosan kiszoríthatják maguk közül a diszperziós közeg részecskéit, és a gél összezsugorodik. Ez a szinerézis. Ez játszódik le például az aludttejjel: savót ereszt és sajttá tömörödik. Ez történik, amikor a tejszínhab, a puding vagy az alvadt vér álláskor „összeesik” és „levet ereszt”.
A szinerézis oka az, hogy a gél még mindig nagy felületi szabadenergia-többlettel rendelkezik, és a felületi feszültség hatására „összébbhúzódik”. Minél kisebb a gélszerkezet szilárdsága, annál inkább. Vagyis már a fehérjegélek is tömörödnek, mert azok is tartalmaznak szénlánc-darabokat, de az elasztomerek (ahol a molekulák közötti kölcsönhatás gyenge) még inkább. Minél kevésbé merev a molekula (pl. minél kevesebb benne a poláros csoport), annál inkább. Minél sűrűbb és szilárdabb a gél térhálója, annál lassabban diffundálnak ki belőle a diszperziós közeg molekulái. Vagyis a tömörödés egyre lassul, és bizonyos idő elteltével megáll.
Ha a felületen túl gyorsan sűrűsödik a térháló, akkor később már nehezen engedi át a diszperz fázis molekuláit a kolloid belsejéből. Ezért nem jó például túl gyorsan szárítani a latexet, mert bebőrösödik a latex felülete és utána nehezen engedi át a vízmolekulákat. Sőt, koagulálás után először vizes közegben szokták hagyni, hogy a gél magától tömörödjön. A szárítóberendezést szokták zónákra osztani, előbb magasabb, majd alacsonyabb páratartalommal.
A szinerézist befolyásoló tényezők hasonlók a koagulációt befolyásolókhoz. A tömörödés lassabb, ha sok felületaktív anyag van a kolloid oldatban, az elektrosztatikus taszítás miatt.